# Serment du plan d'Arrem
La prestation du Serment du plan d'Arrem a solennellement eu lieu à Fos, dans la Haute-Garonne, le 22 avril 1513. 

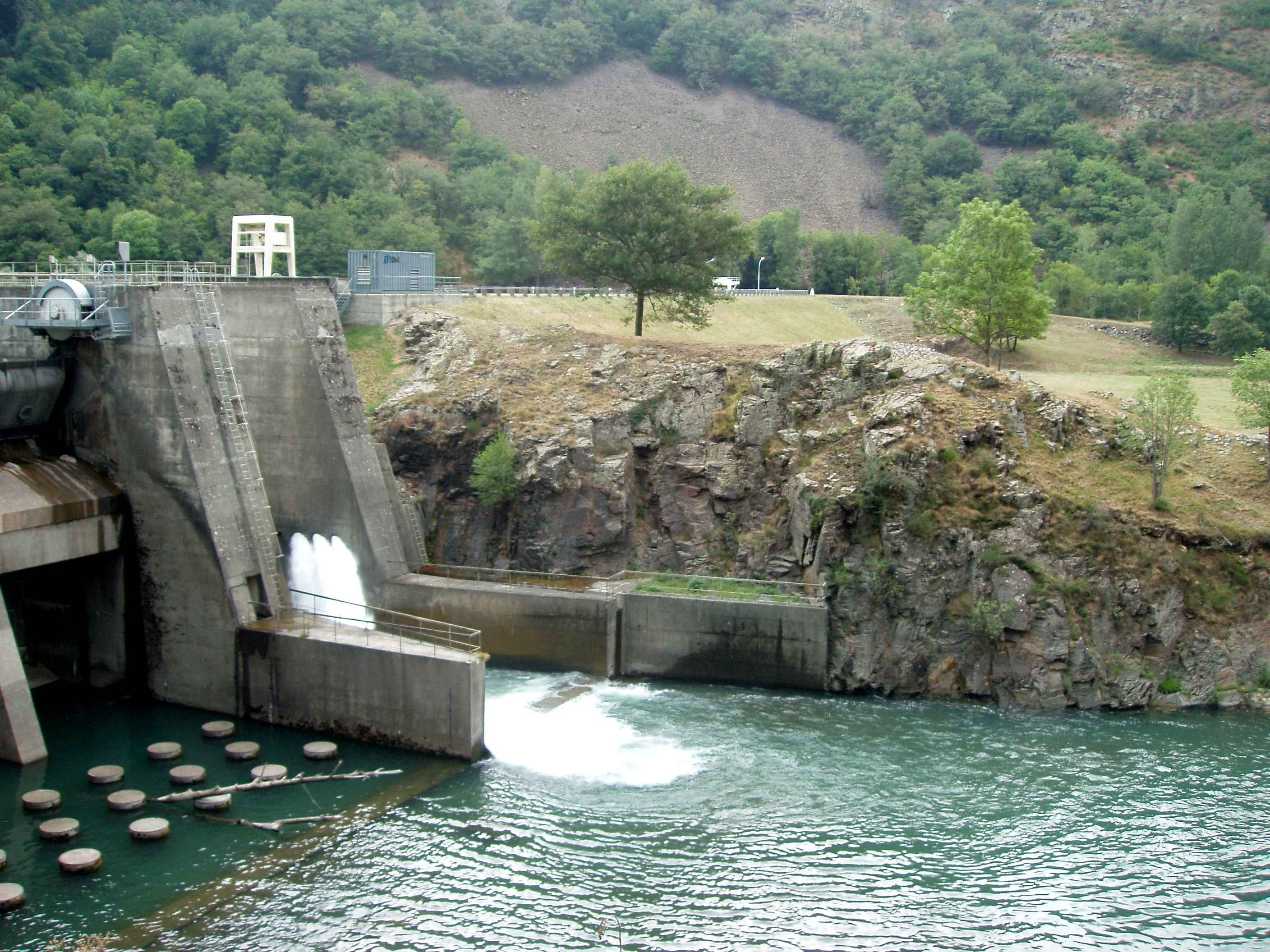
Le site du plan d'Arrem aujourd'hui, à proximité du Pont du Roi, avec le lac de barrage EDF sur la Garonne

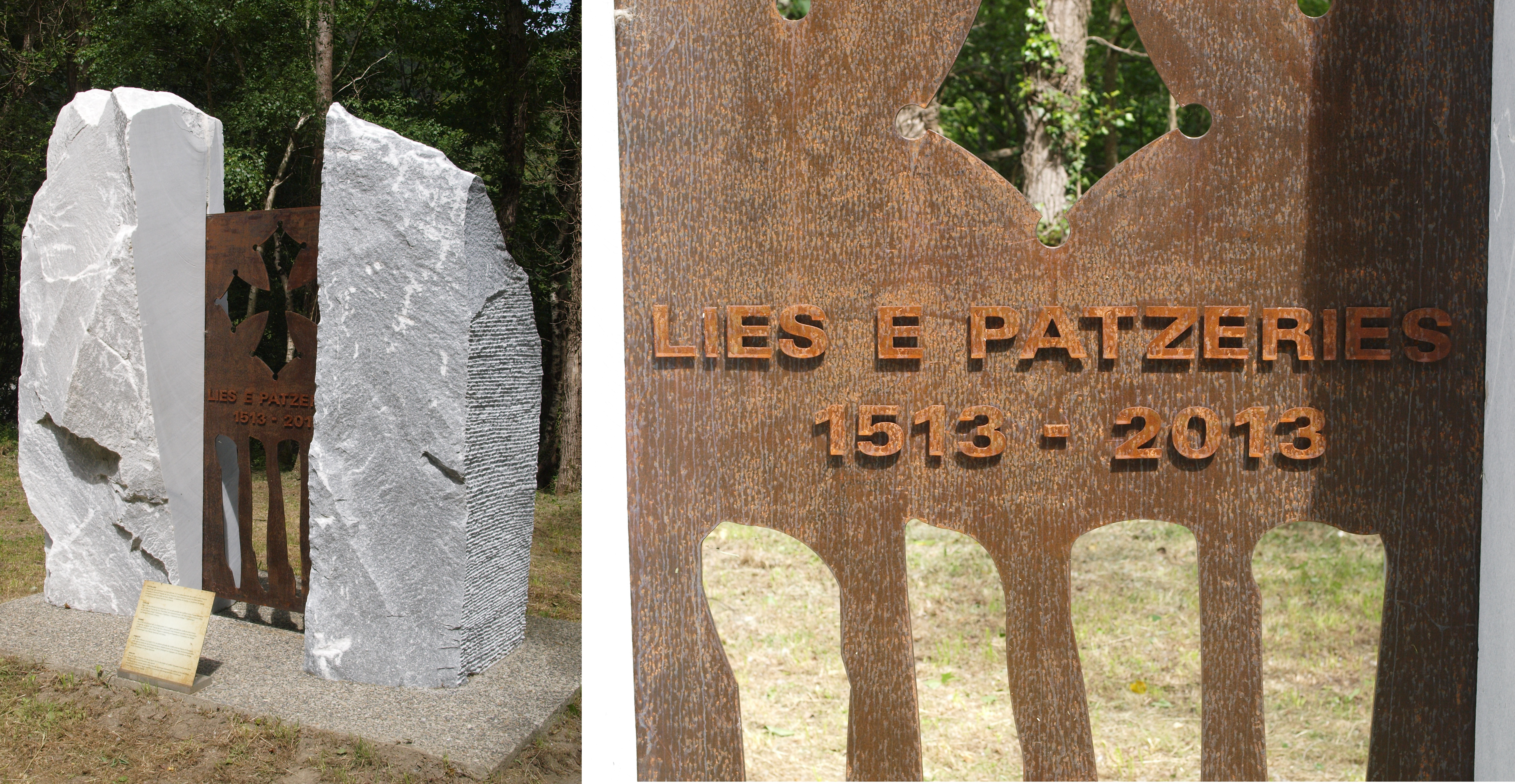
Stele Lies et Passeries.jpg
7,33 Mio

## Parties en présence
Ce jour-là, les représentants de : 
| - la vallée de Louron, - la vallée de Larboust, - la vallée de Barousse, - la vallée d'Oueil, - la vallée de Luchon, - la vallée d'Aure, - la vallée de la Neste, - les Frontignes, - la chatellennie de Saint-Béat, - la baronnie et seigneurie d'Aspet, - la chatellennie de Castillon, - la vicomté du Couserans, - la ville de Saint-Lizier | d'une part, et d'autre part, - la vallée de Bénasque - le val d'Aran - la vallée de Gistain - la vallée de Bielsa - la vallée de Barravés - le marquisat de Pallars - la vicomté de Villamur - le comté de Ribagorce - la baronnie d'Erill - l'abbaye de Lavaix - la baronnie d'Orcau - la ville de Tremp |

se rassemblèrent en ce lieu du plan d'Arrem, le long de la Garonne, et à proximité immédiate de l'actuelle frontière entre l'Espagne et la France, au Pont du Roi.

## Continuité historique
Il s'agit alors de renouveler solennellement le traité de Lies et passeries qui unissait les communautés pyrénéennes, quels que soient les conflits qui pourrait intervenir entre les deux grands royaumes, et de garantir entre les différentes vallées des accords pastoraux et commerciaux ainsi que de libre circulation, indispensables pour assurer localement une survie économique. La fermeture de la frontière aurait suffi à faire péricliter de part et d'autre les fragiles communautés pyrénéennes.
Ce dernier serment, qui ouvre la période moderne, renouvelle les précédents serments depuis plusieurs siècles, effectués généralement à chaque changement de souverain, pendant le Moyen Âge, et entérinés régulièrement en les accroissant. Louis XII donnera son accord à ce traité devant le Parlement de Toulouse, en 1514, et Germaine de Foix devant les Cortes catalanes en 1515.
Ce serment, qui réunit presque l'ensemble des communautés des Pyrénées centrales, revêt un éclat particulier et marque l'apogée du système des Lies et passeries dans la région, car sa ratification par les deux souverains était alors loin d'être acquise.
Le traité est rédigé en gascon, dans sa version aranaise.
...Item. es Estat articulat entre la ditas partides/
quen temps de guerre lous habitants de tous/
lous pais dessus dicts tant d'un estrem/
que dautre pouiran conversar y communicar ensemble/
et fer les feits de marchandises comme dit/
es dessus, lous uns dap lous autres ainsin/
Comme sy ero bonne pats, Et pouiran anar/
sous de la part de France et deus pais dessus/
dits en las terres deu Rey dAragon.../
...Pareillement, que deu reaume d'Aragon/
compreses en la presente surceance Et/
capitulacion pouiran anar franquemen et/
quitemen entre Sarrancoly per toutes/
las valees doueieil louron, larboust, luchon/
et frontignes entre a la ciutat Sainct lize/
Ville de Sainctgirons viscontat de Couserans/
Et per toute la castelanie de Castillonnes.../

## Invocation jusqu'auXXesiècle
Il a été invoqué durant la guerre d'Espagne, pour légitimer de l'accueil des réfugiés républicains Espagnols[réf. nécessaire].